# Martial Lassy
Martial Lassy – kongijski piłkarz grający na pozycji obrońcy. W swojej karierze grał w reprezentacji Konga.

## Kariera klubowa
W swojej karierze piłkarskiej Lassy grał w klubie CARA Brazzaville.

## Kariera reprezentacyjna
W 1978 roku Lassy został powołany do reprezentacji Konga na Puchar Narodów Afryki 1978. W nim rozegrał jeden mecz grupowy: z Ugandą (1:3).